# Scythris subseliniella
Scythris subseliniella is een vlinder uit de familie dikkopmotten (Scythrididae). De wetenschappelijke naam is voor het eerst geldig gepubliceerd in 1876 door Heinemann.
De soort komt voor in Europa.